# Txell Alarcón
Txell Alarcón Otero (Barcelona, 31 de julio de 2003) es una jugadora de baloncesto profesional que juega en Liga Femenina de Baloncesto de España.

## Trayectoria deportiva
Empezó jugando en el equipo Safa Claror de su ciudad. En 2014 pasó al Snatt´s Sant Adria, donde ya empezó también a competir en las Selecciones de Catalunya y España. Para la temporada 2020 se trasladó a jugar al Campus Promete de Logroño, para las temporadas 2020 a 2022.
Posteriormente, llegó a Vitoria, para jugar las dos temporadas siguientes, 2022 a 2024, en el equipo Kutxabank Araski AES.
En abril de 2023 fue drafteada por los Washington Mystics de la WNBA en la posición 32.

## Clubes
- -2014: Safa Claror.
- 2014-2020: Snatt´s Femení Sant Adria.
- 2020-2022: Campus Promete, Logroño
- 2022-2024: Kutxabank Araski AES, Vitoria
- 2024-: Hozono Global Jairis, Alcantarilla

## Selecciones
Fue seleccionada por Cataluña y España en categorías inferiores (Subcampeona de Cataluña Mini 14/15, Subcampeona de Cataluña Infantil b 2015-2016, Campeona de Cataluña Infantil 2016-2017, Subcampeona de España Infantil 2016-2017, Campeona de Cataluña y de España Cadete 2017-2018 y Subcampeona de Cataluña y de España Cadete 2018-2019).
A su generación del 2003, la pandemia les dejó sin Mundial U17 y sin Europeo U18. Jugó el Mundial U19 con otra generación, y el Europeo de Soprón con la U20F en 2022.

## Palmarés
- Mejor triplista de Liga Femenina en la temporada 2020-2021, con Campus Promete.[13]
- Primera posición | Liga Femenina 2 - 19/20.
- Medalla de Bronce | Campeonato de Europa U16 - 2019.[14]
- Campeona de Europa U20A - 2022.[15]
- Máxima anotadora y MVP en la Final del Europeo U20 - 2022.[16]

### Campeonatos nacionales
| Título                                   | Club           | País   | Año       |
| ---------------------------------------- | -------------- | ------ | --------- |
| Subcampeonas de Cataluña Mini            | F. Sant Adriá  | España | 2014-2015 |
| Subcampeonas de Cataluña IntantilB       | F. Sant Adriá  | España | 2015-2016 |
| Campeonas de Cataluña Intantil           | F. Sant Adriá  | España | 2016-2017 |
| Subcampeonas de España Intantil          | F. Sant. Adriá | España | 2016-2017 |
| Campeonas de Cataluña y España Cadete    | F. Sant Adriá  | España | 2017-2018 |
| Subcampeonas de Cataluña y España Cadete | F. Sant Adriá  | España | 2018-2019 |

## Premios y reconocimientos
- Considerada Estrella de la generación del 2003.[17]